# Noël Danycan de l'Épine
Noël Danycan, seigneur de l'Épine, né le 18 juillet 1656 à Saint-Servan, mort le 8 juillet 1735 à Paris, est un négociant et un des principaux armateurs et corsaires de Saint-Malo, commanditaire de la Compagnie des Indes et l'une des plus importantes fortunes du royaume vers 1700 ; il s'est aussi occupé d'exploitation minière.

## Biographie

### Débuts
Noël Danycan commence à naviguer à quinze ans sur des navires de commerce armés par son père. Il s'établit ensuite comme négociant à Saint-Malo.
En 1685, il épouse Marguerite Chantoiseau ; de ce mariage naîtront quatre enfants. 

### Activités commerciales et corsaires
Dès 1697, c'est lui qui est à l'origine des expéditions des Mers du Sud, qui ont rapporté près de 200 millions de livres à la France lors de la guerre de Succession d'Espagne.
Pendant la guerre de la Ligue d'Augsbourg, il arme de nombreux navires pour la course dont ceux d'un autre célèbre corsaire, Duguay-Trouin. De 1692 à 1695 ce dernier commande six bâtiments en course, dont l'un s'appelle le Danycan. Les épaves de deux de ses frégates sont échouées sur les balises près de la fosse des Dinanais.
En 1696, Noël Danycan de l'Espine arme six frégates-corsaires pour attaquer les Anglais qui mettent en danger Plaisance, le siège principal des pêcheries françaises de Terre-Neuve. 

#### Première tentative vers la Mer du Sud par le capitaine Jean-Baptiste de Gennes
En 1695, Jean-Baptiste de Gennes (vers 1656-1705) a proposé d'établir une base française sur la côte du Pacifique de l'Amérique du Sud pour conquérir les mines d'argent du Pérou. Une société comprenant 85 actionnaires est formée à la Cour dont Vauban, Villars, le duc de Chaulnes et le duc de Nevers, la princesse de Conti, la marquise de Montespan, a recueilli 183 833 livres tournois. Six navires (le Faucon-Anglais du capitaine Jean-Baptiste de Gennes, le Soleil-d'Afrique du capitaine Du Parc, le Séditieux du capitaine de la Rocque, la Félicité, frégate du roi, une flûte la Gloutonne, et la Féconde qui se détache du convoi pour aller en Gambie puis à Cayenne) sont armés et partent de La Rochelle sous le commandement de de Gennes le 3 juin 1695. Le convoi passe par la rivière de Gambie, relâche dans la baie de Rio de Janeiro et arrive le 11 février 1696 à l'entrée du détroit de Magellan qu'il tente deux fois de franchir sans succès à cause des vents. Il abandonne et va croiser plusieurs mois dans la mer des Antilles où il capture 5 bateaux anglais, dont le Didaper qu'il conduit au port de Saint-Pierre, à la Martinique. Ses bâtiments arrivent à La Rochelle le 21 avril, sauf celui de Porée qui arrive plus tard. Cette expédition n'est pas une réussite financière,,. 

#### Premier voyage de la Compagnie royale de la Mer du Sud (1698-1701)
Après la signature des traités de Ryswick, le 20-21 septembre 1697, les armateurs malouins vont s'intéresser au commerce vers les mers du Sud. Le 4 mars 1698, Noël Danycan et Jean Jourdan de Groucé (ou Groussay), homme d'affaires parisien, ont écrit à Pontchartrain pour « faire des découvertes » et « établir une colonie française » sur les côtes américaines de l'Océan Pacifique. L'idée d'un commerce vers l'Amérique du Sud des côtes de l'Océan Pacifique est né des récits des pirates et des flibustiers qui étaient revenus de la Mer du Sud en passant par le détroit de Magellan. En 1698, il participe à la fondation de la Compagnie de la Mer du Sud, avec Jean Jourdan de Groucé, Samuel Bernard et Jean-Baptiste de Gennes, pour ouvrir au commerce français les côtes du Chili et du Pérou. Les exigences du roi amènent Jean-Baptiste de Gennes à se retirer de l'expédition. Le commandement est donné à Jacques Gouin de Beauchesne qui est capitaine sur le Phelypeaux. L'escadre quitte La Rochelle le 17 décembre 1698. Elle est composée du Phelypeaux, du Comte-de-Maurepas (capitaine de Terville), ancien Diamant vendu à la compagnie par Noël Danycan, du Bonne-Nouvelle (capitaine Perrée) qui ne peut pas franchir le détroit de Magellan et rentre seul en France, du Nécessaire qui a coulé. Le 24 juin 1699, les bâtiments arrivent à l'entrée du détroit de Magellan. Un an après son départ, il a relevé le plan du détroit de Magellan. Les navires naviguent le long de la côte du Chili et du Pérou, visitent les îles Galapagos. Le 9 janvier 1701, ils doublent le cap Horn sur le chemin de retour. Dix jours plus tard, Beauchesne découvre un îlot qui porte son nom, au sud des îles Malouines. Il rentre au port de La Rochelle le 6 août 1701. Cette expédition a permis aux Malouins de connaître les routes des Mers du Sud,,.

#### Voyages de l'armement de Noël Danycan (1701-1703)
Noêl Danycan décide d'armer plusieurs bateaux en 1701 après le retour des bateaux de Beauchesne à La Rochelle et le récit du voyage fait par les marins malouins :
- le Président-de-Grénédan (capitaine Jean de Launay), quitte la rade de Saint-Malo le 22 octobre 1701, passe le détroit de Magellan du 8 février au 9 mars 1702, arrive à Concepción le 31 mars, revient vers la France en doublant le cap Horn le 14 janvier 1703, il entre à La Corogne où il est attaqué par un corsaire hollandais, arrive à Saint-Malo fin août 1703 ;
- le Comte-de-Bédoyère (capitaine Pierre Perrée du Coudray de la Villestreux), il quitte Saint-Malo avec le Président-de-Grénédan, mais il reste à Concepción après le départ du Président-de-Grénédan, mais le rejoint le 26 novembre 1702 à Ilo. Il est rentré à Saint-Malo en août 1703. Les deux navires ont apporté 1 259 147 livres et 1 630 livres pour la laine de vigogne et le sucre[12].

#### Début de la guerre de Succession d'Espagne
Le début de la guerre de Succession d'Espagne va amener l'armement malouin à réorienter ses routes :
- les attaques des Anglais et des Hollandais sur la Carrera de Indias vont provoquer des pertes importantes ;
- le désastre de Vigo, le 23 octobre 1702, a provoqué des pertes importantes pour l'armement malouin comme l'explique Jean Magon de la Lande à Michel Chamillart en 1705 et va amener les armateurs malouins à abandonner la route de Cadix.

Le voyage des navires de Noël Danycan a montré que le commerce de la Mer du Sud est rentable. Le choix de ce trafic va se heurter au traité de l'Asiento signé en 1701 qui a donné à la Compagnie de l'Asiento regroupant des financiers parisiens le monopole du trafic avec l'Amérique espagnole.
À l'été 1703, l'intérêt économique démontré de la route de la Mer du Sud, amène l'armement malouin à faire le choix de ne pas respecter le monopole du trafic avec l'Amérique espagnole en contradiction avec les ordres notifiés par Pontchartrain en se mettant dans l'illégalité. Quatre frégates quittent Saint-Malo pour l'Amérique espagnole le 25 août 1703, dont trois pour la Mer du Sud (Baron-de-Breteil, Saint-Joseph, Saint-Esprit). Elles ont emporté une cargaison valant 1 600 000 livres. Suit le 26 décembre le Saint-Charles-Borromée et le Murinet de Noël Danycan estimé à 1 350 000 livres. Des armements de Nantes et de Marseille vont aussi essayer la route de la Mer du Sud.
L'intérêt économique va amener le contrôleur général des finances, Michel Chamillart, à soutenir les Malouins, contre l'interdiction de Jérôme de Pontchartrain. Finalement, Chamillart a assuré en 1703 « que Sa Majesté leur seroit favorable dans tous les commerces qui pourroient produire de l'argent et qu'ils n'avoient qu'à en faire venir en France...». Cet appui de Chamillart est devenu déterminé après le retour des navires en 1705 qui ramenaient un chargement valant sept millions de livres de « matières d'argent ». Cette réussite va amener l'envoi de 34 navires entre juillet 1705 à mars 1708.
Conseiller-maître en la Chambre des comptes de Paris, il est reçu chevalier de l'ordre de Saint-Michel en 1706.

#### Raid sur Rio de Janeiro de l'escadre de Duguay-Trouin
En 1711, il participe à l'expédition sur Rio de Janeiro avec Duguay-Trouin. Avec ses frères, Messieurs Lefer de Beauvais et Luc Trouin, sieur de la Barbinais, (1666-1737), frère de Duguay-Trouin, ils ont fondé une société pour affréter deux vaisseaux de 50 canons et une frégate de 30 canons pour se joindre à la flotte commandée par Duguay-Trouin, chef de l'escadre du roi qui devait attaquer Rio de Janeiro. Noël Danycan commandait le Mars, son frère Joseph le Chancelier, Henri la frégate La Perche. La flotte de Duguay-Trouin est partie de La Rochelle et celle des frères Danycan de Saint-Malo. Ces deux flottes se sont réunies le 11 septembre 1711 devant Rio de Janeiro. 
C'est probablement l'armateur de France le plus fortuné au début du XVIIIe siècle, selon l'historien Paul Butel[réf. nécessaire]. Il a été un des principaux financiers malouins du prêt de 30 millions de livres que les Malouins ont fait à Louis XIV pour soutenir l'effort de guerre.
Devenu veuf en 1721, Noël Danycan se remarie à sa maîtresse Hélène Victoire Maget malgré l'opposition de ses enfants, et s'installe avec elle à Paris.

### Activités minières
En 1728, Noël Danycan investit dans la Compagnie des mines de Bretagne, aussi appelée compagnie de Pont-Péan, qui exploite une mine située à Pont-Péan, au sud de Rennes et des mines dans le Bourbonnais. Le 11 février 1730, il obtient la concession des mines de plomb de la région de Carhaix, avec la Compagnie des Mines de Basse-Bretagne. La société dispose d'un capital de 60 000 livres, jugé insuffisant. Elle est donc remaniée le 12 mars 1730. 
Les travaux à Pont-Péan commencent à une quarantaine de mètres de la Seiche par une excavation où vont longtemps demeurer les deux puits de Bicêtre et du Chapelet. Le site est confié à la direction d'un jeune membre de la famille, Thomas Harrington, seigneur de la Corderie, de la communauté irlandaise de Saint-Malo. En 1732, la mine emploie 300 ouvriers, dont 80 au fond, jusqu'à 42 mètres de profondeur. 
En 1740, devant les difficultés, la concession est mise en vente et la veuve de Danycan l'achète en 1746, malgré les difficultés à assécher les puits. Elle réussit cependant à reprendre l'extraction : des puits et des galeries sont creusés à partir de 1750, et des travaux pour détourner la rivière de la Seiche afin de l'éloigner de la mine sont réalisés, avec l'aide du financier Paris-Duverney, ce qui ne l'empêche pas de rencontrer des difficultés : en 1765 la concession est vendue à la Compagnie des Mines de Basse-Bretagne, qui a déjà renoncé à mettre en place la machine de Thomas Newcomen.

### Propriétés foncières
Glénac et Rieux dans la région de Redon
En 1697, pour 276 000 livres, il acquiert le château de la Forêt Neuve à Glénac et la seigneurie de Rieux. La seigneurie inclurait notamment le droit de soule le lendemain de Noël à Béganne, Saint-Gorgon et Avessac et le droit d’amputation d’oreilles. En 1704, le château de la Forêt neuve fait partie de la dot de Marie-Anne Guyonne Danycan de l’Épine lorsqu'elle se marie avec Charles Huchet de la Bédoyère, procureur au Parlement de Bretagne à Rennes.
La malouinière de la Verderie
On lui attribue la construction de la malouinière de la Verderie, à Saint-Servan à la fin du XVIIe siècle, représentative des premières malouinières. Il observait, dit-on, le retour de ses navires du haut de la tour. Bien que la demeure ait été remaniée au XVIIIe siècle (boiseries du rez-de-chaussée, ajout d'une extension couverte d'un toit à la Mansart), elle a conservé une partie de ses lambris-cloisons du XVIIe siècle. Le logis et le jardin sont inscrits à l'Inventaire supplémentaire des Monuments Historiques.
Le château du Daoudour
Danycan acquiert en 1702 la seigneurie de Daoudour, à Landivisiau.
La Thébaudaye et Bossac
En 1701, il acquiert « les terres et seigneuries de Bossac, la Thébaudaye, la Pommeraye et le fief de Renac, en Pipriac et Bruc », pour 160 200 livres.
Le Plessis, Silly et d'Oissery
Il acquiert près de Paris les seigneuries du Plessis, de Silly et d'Oissery.

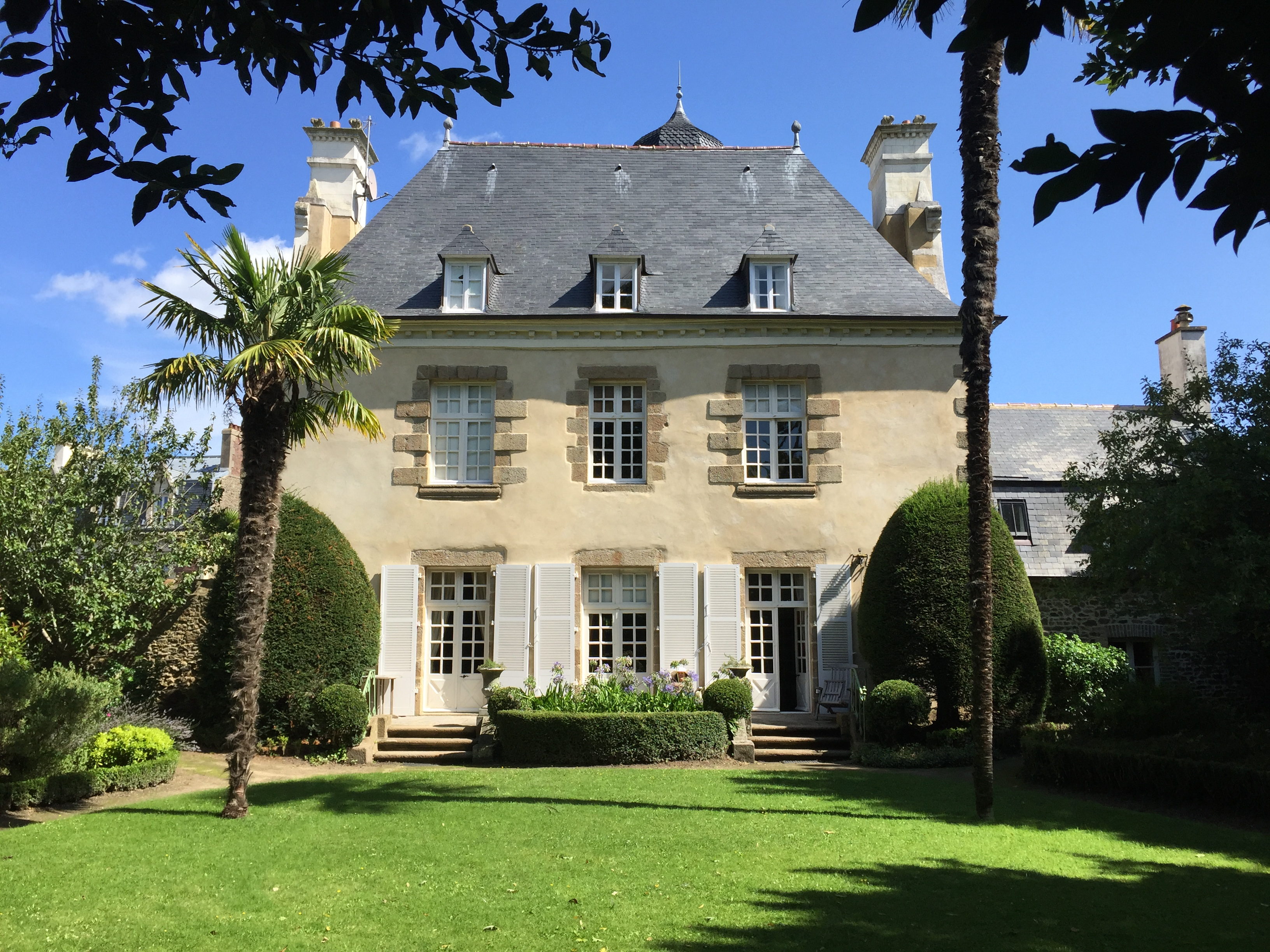
malouinière de la Verderie
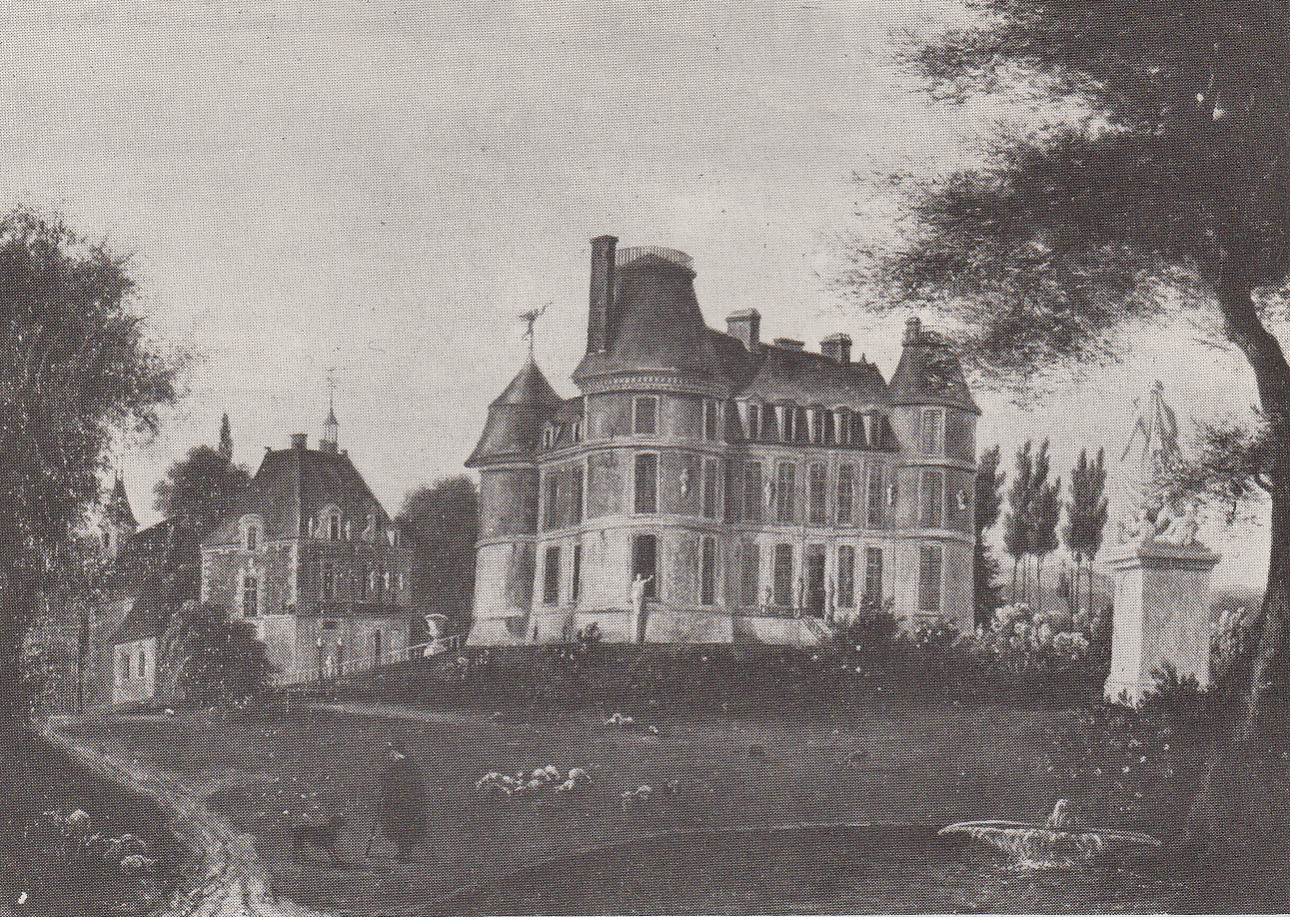
château du Plessis-Belleville

## Famille

Armes de la famille Danycan.

- Noël Danycan (1608-1688), sieur de L'Épine[21], originaire de Coutances, venu s'établir à Saint-Malo vers 1640, capitaine corsaire et armateur, marié vers 1652 à Jacquemine Corbin (vers 1625-1709) d'une famille notable de Saint-Servan ;
  - Julienne Danycan (1653-172), fondatrice de l'hôpital du Rozais (devenu hôpital des Marins) à Saint-Servant, mariée à Jean Le Provost, sieur de la Roche, négociant-armateur ;
  - Noël Danycan (1656-1735), sieur de l'Épine, armateur, marié en 1685 à Marguerite de Chantoiseau (†1721) ;
    - Noël Danycan (1686-1730), sieur de Landivisiau, marié en 1705 à Philippa Marie Sanson (1692-1734), fille de l'intendant Claude-Joseph Sanson (†1704). Intendant du commerce en 1711, commissaire général de la Banque et de la Compagnie française des Indes orientales en 1720[22], membre du Conseil du commerce de 1722 ;
    - Marie Anne Guyonne Danycan (1692-1764), mariée à Charles Huchet de La Bédoyère, procureur général au Parlement de Bretagne ;
    - Jean Baptiste Julien Danycan (1693-1762), marquis d'Annebault, maître en la Chambre des comptes de Paris, marié en 1714 à Claude Charlotte de Tilly, nièce de la femme du chancelier Pontcartrain. Grand-père de Constantin Duparc de Barville ;
    - Marguerite Danycan (1694-1742), mariée au marquis Michel Amelot de Gournay, président à mortier au parlement de Paris (fils de Michel-Jean Amelot de Gournay et beau-père de Joseph-Antoine Crozat)

  - Thérèse Danycan (1663-1703) mariée en premières noces, 1687 à l'écuyer Pierre Avice de La Lande, et en secondes noces, en 1692, à Jean Gaultier de La Villeaumoine ;
  - Louis-Paul Danycan (1671-1713), sieur de la Cité, capitaine corsaire, marié en 1694 à Jocelyne Baude ;
  - Joseph Danycan (1674-1728), sieur du Rocher, marié en 1698 à Anne de la Perche, capitaine de vaisseau, son frère lui avait confié le commandement du Falmouth en novembre 1705 pour une expéditions dans les Mers du Sud. Le navire parvint à l'entrée du détroit de Magellan le 16 mars 1706 et arrive au Cap Désiré le 30 avril. Le 21 mai, « il fut résolu de céder à la violence des vents irrités et d'aller chercher la rivière de La Plata ». Ils mouillent sous le cap Marie le 7 juillet, près de l'île Florès le 10 juillet. Le 12, neuf hommes sont envoyés sur un canot à Buenos-Aires, mais le canot et les hommes se perdent. Le 26, c'est un groupe de 22 hommes dont le capitaine Joseph Danycan qui quitte le navire et arrive à Buenos-Aires le 15 août. Un passager, l'aumonier, meure durant le voyage.Il ne reste vivant que 21 hommes d'équipage. Le navire s'est échoué sur la cote de l'Uruguay actuel à la hauteur de Montevideo actuel, il a ensuite été pillé par les Indiens. Le capitaine arrive à La Rochelle sur l' Africain, vaisseau du roi, le 25 septembre 1707[23],[24]  ;
    - Julien Danycan (1700-1764), capitaine de vaisseau de la Compagnie des Indes

## Hommages
- Il est cité à de très nombreuses reprises dans le roman de Bernard Simiot, Ces messieurs de Saint-Malo, 1990.
- Île Noël Danycan, dans les îles Malouines, que les Anglais ont appelé Sea Lions Islands. Ce nom est donné par Pierre Perrée du Coudray de la Villestreux qui commande le Saint-Charles-Borromée qu'il découvre le 14 octobre 1704 pendant une expédition de deux navires armés par Noël Danycan[25].
- Rue Danycan, à Saint-Malo
- Impasse Noël Danycan, à Port-Louis (Morbihan)